# Pittore di Nausicaa
Pittore di Nausicaa (fl. 475 a.C. / 450 a.C.) è il nome convenzionale assegnato da John Beazley ad un ceramografo attico.

## Attività
Il Pittore di Nausicaa è generalmente collocato tra i Manieristi di seconda generazione e si ritiene possa essere stato allievo del Pittore di Leningrado. Si distinse soprattutto come decoratore di vasi di grandi dimensioni. Tra questi, un'anfora di forma panatenaica a figure rosse, conservata al British Museum, reca la firma "Polygnotos" che può essere considerata come la firma dell'autore che Beazley ha rinominato onde evitare confusioni con i due ceramografi omonimi, o come l'omaggio dell'autore ad un collega. Il vaso eponimo del Pittore di Nausicaa è un'anfora a collo distinto da Vulci (Monaco di Baviera, Antikensammlungen 2322) con l'incontro tra Odisseo e la principessa dei Feaci. Il soggetto è insolito e il ricorso a temi estranei alla tradizione delle figure rosse attiche si ritrova frequentemente in questo ceramografo come nel Pittore di Lewis, non è da escludersi dunque che i riferimenti di queste opere fossero megalografie e che le firme come "Polygnotos" in entrambi i casi siano da considerarsi un rimando al pittore Polignoto di Taso.